# Wardriving
Wardriving é a pratica de procurar por redes sem fio dirigindo um automóvel. Para isto, usa-se um carro ou uma caminhonete e um computador ou Smartphone equipado para redes sem fio, como um laptop ou um PDA, para detectar a rede.  
Software para wardriving está disponível gratuitamente na Internet, nomeado NetStumbler, InSSIDer, Vistumbler ou Ekahau Calor Mapper para o Windows. Kismet ou SWScanner para Linux,  FreeBSD, NetBSD, OpenBSD, DragonFly BSD, e Solaris; e KisMAC para Macintosh.   

## Etimologia
Wardriving originado wardialing, um método popularizado por um personagem interpretado por Matthew Broderick no filme WarGames, e nomeado após esse filme. War dialing consiste de discagem cada número de telefone em uma seqüência específica em busca de modems. 
Warbiking é semelhante ao wardriving, mas é feito a partir de um movimento de bicicleta ou motocicleta. Esta prática é por vezes facilitada pela montagem de um dispositivo habilitado para Wi-Fi no veículo.
Warwalking, ou warjogging, é semelhante ao wardriving, mas é feito em pé, em vez de a partir de um veículo em movimento. As desvantagens deste método são velocidade mais lenta de viagens (resultando em menos e mais pouca freqüência descoberto redes) ea ausência de um ambiente de computação conveniente. Consequentemente, dispositivos portáteis como computadores de bolso, que pode realizar tais tarefas, enquanto os usuários estão andando ou em pé, têm dominado esta prática. Os avanços tecnológicos ea evolução no início de 2000 ampliou a extensão desta prática. Os avanços incluem computadores com Wi-Fi integrado, ao invés de CompactFlash (CF) ou PC Card (PCMCIA) add-in cartões em computadores, como a Dell Axim, Compaq iPAQ e Toshiba pocket computadores a partir de 2002. Mais recentemente, o ativo Nintendo DS eSony PSP comunidades entusiasta ganhou capacidades Wi-Fi nestes dispositivos. Além disso, muitos mais recentes smartphones integrar Wi-Fi e Sistema de Posicionamento Global (GPS).
Warrailing, ou Wartraining, é semelhante ao wardriving, mas é feito em um / outro veículo à base de trilho de trem / eléctrico em vez de a partir de um veículo mais lento mais controlável. As desvantagens deste método são maior velocidade de viagens (resultando em menos e mais pouca freqüência descoberto redes), e muitas vezes limitada rotas.
Warkitting é uma combinação de wardriving e rootkitting. Em um ataque warkitting, um hacker substitui o firmware de um roteador atacado. Isto lhes permite controlar todo o tráfego para a vítima, e pode até mesmo permitir-lhes para desabilitar SSL, substituindo o conteúdo HTML como está sendo baixado. Warkitting foi identificado por Tsow, Jakobsson, Yang, e Wetzel em 2006. Sua descoberta indicado que 10% dos roteadores sem fio eram suscetíveis à WAPjacking (configurando malicioso das configurações de firmware, mas sem fazer qualquer modificação no próprio firmware) e 4,4% de roteadores sem fio eram vulneráveis a WAPkitting (subverter o firmware do roteador). A análise mostrou que o volume de roubo possível credencial através Warkitting excedeu as estimativas de roubo de credenciais devido ao phishing.